# マリアーノ・ラホイ・ブレイ
マリアーノ・ラホイ・ブレイ（Mariano Rajoy Brey、1955年3月27日 - ）は、スペイン・ア・コルーニャ県サンティアゴ・デ・コンポステーラ出身の政治家。2011年から2018年まで第6代スペイン首相を務めた。
ホセ・マリア・アスナール政権の公共行政大臣（スペイン語版）、教育文化大臣（スペイン語版）、内務大臣（スペイン語版）、第一副首相（スペイン語版）、国民党党首(PP)などを歴任した。

## 経歴

### 生い立ち
サンティアゴ・デ・コンポステーラに判事の息子として生まれ、サンティアゴ・デ・コンポステーラ大学で法律を学んだ。スペインでは高度な法律専門職である登記官の資格試験に最年少の23歳で合格、不動産登記官としてのキャリアをスタートした。

### ガリシア州時代(1981 - 1991)
1981年、当時の国民同盟（現国民党の前身）に入党。同年10月20日に行われた第一回ガリシア自治州議会選挙に出馬し、史上最年少で当選する。1983年5月8日実施の自治体選挙でポンテベドラの自治体評議員に当選、ポンテベドラ県県議会議長に選出される。1986年の総選挙ではポンテベドラ県のスペイン国会下院議員候補者リストの筆頭になり、当選するが、11月に辞任し、ガリシア自治州政府の副首相に就任（1986-87年）。1991年7月まで国民同盟のポンテベドラ県代表に就き、そして約2年間にわたって同党のガリシア州総書記を務める。
1989年1月に国民同盟から国民党に変り、それ以降同党全国委員会のメンバーとなる。同年10月の総選挙でポンテベドラ県選出下院議員に当選した

### アスナール政権の閣僚(1996 - 2004)
1993年6月の総選挙で再選。続く1996年3月の総選挙においても再選された。同選挙では国民党はフェリーペ・ゴンサーレス率いる社会労働党に勝利、ホセ・マリア・アスナール政権が誕生した。
同年5月5日公共行政大臣に就任、1999年1月には批判の矢面にさらされていたエスペランサ・アギーレに替わって教育文化大臣に就任し、職業教育新プランを可決させた。そして同月に実施された国民党第8回党大会において、同党副総書記に再任された。
2000年の総選挙では選挙の指揮を執り、過半数を獲得、ラホイは第一副首相と首相府相（日本の内閣官房長官に相当）を兼務することとなった。
2001年2月には首相府相を辞任、バスク州首相候補となったハイメ・マジョール・オレハの後任として内務相に就任した。
2002年7月内務相から首相府相に就任。
2004年3月の総選挙前にアスナール首相が勇退を表明していたため、ラホイはアスナールの後任として国民党党首に就任し、首相候補として選挙戦を戦った。好調な経済などから事前の世論調査では勝利が確実視されていたが、投票日直前の3月11日に首都マドリードで起きたテロに対するアスナール政権の対応のまずさで、前回より35議席減の148議席獲得にとどまり、164議席を獲得した社会労働党に敗北。サパテーロ政権の誕生となった。

### 野党党首 (2004 - 2011)
ラホイ率いる国民党は
2008年総選挙でも政権奪還に失敗したが、議席・得票率・得票数いずれも前回を上回り、党首を続投した。
3度目の挑戦となった2011年の総選挙では経済危機で政府与党に対する批判が強まる中、過半数を大きく上回る186議席を獲得し、社会労働党に76議席の差をつける歴史的な圧勝を果たした。

### スペイン首相 (2011 - 2018)
12月20日、下院にてナバーラ住民連合(UPN)とアストゥリアス市民フォーラム(FAC)の支持も得て、第6代首相に指名された。

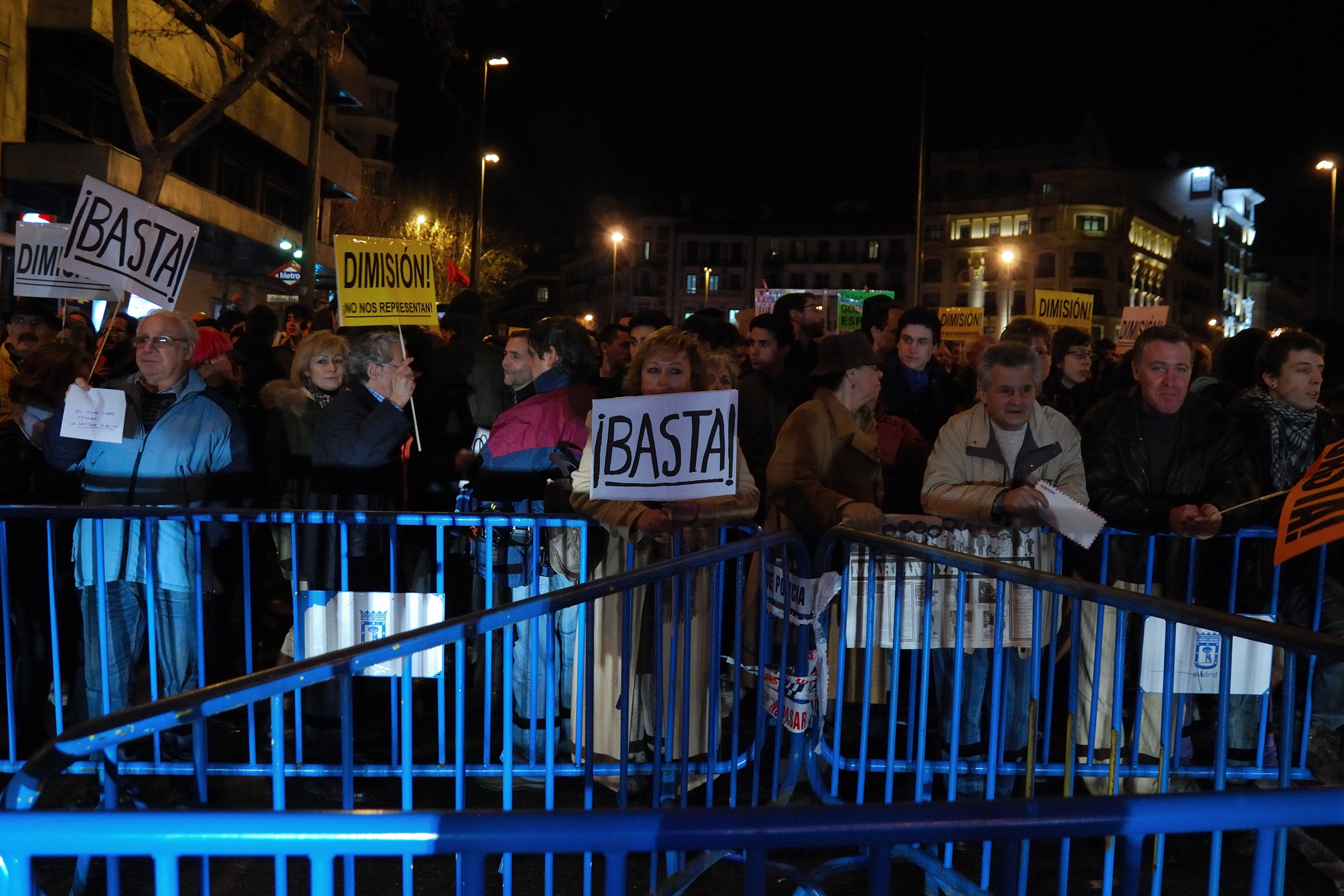
2013年2月2日、国民党本部前で起こった市民デモ。汚職疑惑に抗議している。

2013年1月31日、スペイン紙エルパイスがラホイを含む与党国民党の汚職疑惑を報じた。企業献金から、不正な支払いがラホイ首相など国民党幹部に支払われていたというもので、ラホイには11年にわたって年間2万5200ユーロ（3万4200ドル）が支払われていたとされる。ラホイは不正を否定しているが、野党は政治家の信頼回復のために首相に辞任を要求している。
この汚職疑惑が原因の一つとなって、2013年2月4日にはスペインの国債が下落、ユーロが主要16通貨の過半数に対して値下がりした。国民の間では抗議デモが起きている。
2013年10月に日本を実務訪問し、安倍晋三首相と会談した。ラホイと安倍は前月に東京都とマドリードが2020年夏季オリンピック・パラリンピック招致を争ったIOC総会（アルゼンチン・ブエノスアイレス）において顔を合わせているが、ラホイは改めて東京オリンピック・パラリンピック開催決定に祝意を述べ、日本とスペインの交流400周年を契機とした両国関係の強化などで安倍と合意した。首脳会談の前にラホイは福島県を訪問し、2011年アストゥリアス皇太子賞（平和部門）を受賞したフクシマ50代表者と懇談した。
2014年6月2日、国王フアン・カルロス1世が退位を表明し、ラホイにその旨を伝達した。この時点ではスペインにおいて国王の生前退位・譲位を定めた法令が存在しなかったため、ラホイは関係法案提出を急いだ。6月18日に「国王の退位に関する法律」を上下両院は可決し、フアン・カルロス1世は長男のフェリペ6世に譲位した。
2015年12月の総選挙では国民党は第1党を維持したものの議席を大きく減らし、下院の過半数を維持できなくなった。他党との連立協議は不調に終わり、ラホイはフェリペ6世から首相候補となるよう要請されたが、「必要な支持を得られていない」と辞退した。しかし、社会労働党のペドロ・サンチェス書記長（党首）の首班指名は否決され、下院は首相を指名できない事態が続いた。2016年5月、ついに憲法の規定により国王が上下両院を解散し再選挙することとなった。こうして6月26日に議会総選挙が執行され、再び国民党は第1党を維持したもののやはり過半数は得られなかった。ラホイ暫定首相を首班とした政権樹立を目指したが、社会労働党がその信任を拒否したため政権発足は暗礁に乗り上げた。しかし10月1日になって社会労働党はサンチェス書記長の辞任を決定し、10月23日になって首相信任投票で棄権することを発表したことで、ラホイ政権は信任されることとなった。11月3日に新内閣が発足し、2015年末の総選挙以来、約10ヶ月間に及ぶ暫定的政権は終わりを迎えた。その後も野党からの不満はくすぶり続けたが、2017年6月14日には内閣不信任決議案を賛成82、反対170票、棄権97票で否決。しかし与党に汚職事件が持ち上がり、2018年5月に再び不信任決議案を出された。6月1日の採決では賛成180票、反対169票、棄権1票で不信任決議は可決され、翌2日に社会労働党のサンチェス書記長が首相への就任宣誓を行いラホイは退任した。1977年のスペイン民主化以来、初の不信任決議可決による首相辞任となった。

### 首相退任後 (2018 - )
首相退任後は国民党の党首も辞任し、政治活動を始める前の役職だったバレンシア州アリカンテ県サンタ・ポラ市の不動産登記官として復職する。

## 人物
穏和な人柄で調整型の政治家とされる。葉巻好きでレアル・マドリードの熱狂的なファン。夫人と2人の息子がいる。その一方、ペルー大統領との会談後の記者会見でペルーとキューバと混同したり、首相就任後に野党時代のまま「首相殿」という挨拶から国会での演説を始めたり、2016年最後の記者会見で「よいお年を」という際に「よい2016年を」と言ったり、アンダルシア州知事ではなく「アンダルシア市長」と言ったりなど、事実誤認による言い間違いが多いことでも知られる。